# دانشگاه چونگ کینگ
دانشگاه چونگ کینگ (CQU ; Chinese، با نام اختصاری ChóngDà) یک دانشگاه تحقیقاتی دولتی است که در چونگ کینگ، چین واقع شده‌است. این دانشگاه به‌طور مستقیم توسط دولت مرکزی چین به عنوان بخشی از طرح دانشگاه درجه یک دوگانه، پروژه ۲۱۱ و پروژه ۹۸۵ تأمین مالی می‌شود. این دانشگاه توسط وزارت آموزش جمهوری خلق چین به عنوان دانشگاه درجه یک تعیین شده‌است.
دانشگاه چونگ کینگ به ویژه در معماری، مهندسی برق، مهندسی عمران، مهندسی مکانیک، مهندسی متالورژی و علوم مدیریت شناخته شده‌است. بر اساس رتبه‌بندی دانشگاهی دانشگاه‌های جهان در سال ۲۰۲۱، دانشگاه چونگ کینگ در رتبه ۲۰۱ تا ۳۰۰ در جهان قرار دارد.